# Cantone di Martigues-Ovest
Il Cantone di Martigues-Ovest era una divisione amministrativa dell'Arrondissement di Istres.
A seguito della riforma approvata con decreto del 18 febbraio 2014, che ha avuto attuazione dopo le elezioni dipartimentali del 2015, è stato soppresso.

## Composizione
Comprendeva la parte occidentale della città di Martigues ed il comune di Port-de-Bouc.